# Arnold Luschin
Arnold Luschin, dal 1873 al 1919 Luschin Ritter von Ebengreuth (Leopoli, 26 agosto 1841 – Graz, 6 dicembre 1932), è stato un numismatico e storico del diritto austriaco.

## Biografia
Nato a Leopoli, in tedesco Lemberg, nell'attuale Ucraina, studiò a Vienna e Graz, dove poi visse e lavorò fino alla sua morte. 
Luschin è stato per decenni professore alla Karl-Franzens-Universität di Graz, presidente del Kuratorium del Landesmuseum Joanneum della Stiria, e poi membro a vita del Herrenhaus fino al suo scioglimento nel 1918. Dal 1904 è stato membro corrispondente della Reale Accademia prussiana delle scienze.
La sua ampia raccolta si trova nella collezione della Biblioteca universitaria di Graz e nell'archivio della Stiria.
Nel 1936 è stata intitolata in suo onore la Luschingasse nella Floridsdorf (21º distretto di Vienna).

## Pubblicazioni
- Handbuch der österreichischen Reichsgeschichte (2 voll., 1895-96)
- Grundriss der österreichischen Reichsgeschichte (1899)
- Allgemeine Münzkunde und Geldgeschichte des Mittelalters und der neueren Zeit (1904)
- Die Münze (1906).